# جشنواره بین‌المللی فیلم هلسینکی

افتتاحیه سی‌امین جشنواره بین‌المللی فیلم هلسینکی ۲۴ سپتامبر۲۰۱۷

جشنواره بین‌المللی فیلم هلسینکی (فنلاندی: Rakkautta & Anarkiaa) با عنوان کامل جشنواره بین‌المللی فیلم هلسینکی – عشق و آشوب (انگلیسی: The Helsinki International Film Festival – Love & Anarchy) یک جشنواره غیررقابتی فیلم سالیانه است که از سال ۱۹۸۸ هر سپتامبر در هلسینکی برگزار می‌شود. این جشنواره با هدف نمایش آثار فیلم‌سازان با استعداد و مرتبط با سینمای هنری به وجود آمده‌است. نام جشنواره برگرفته از فیلم عشق و آشوب (۱۹۷۳) ساخته لیناورتمولر است. استقبال از جشنواره بین‌المللی فیلم هلسینکی با رشد مواجه بوده‌است. مخاطبان جشنواره در سال ۲۰۱۱ بیش از ۴۴ هزار نفر، در ۲۰۱۵ حدود ۶۱ هزار نفر و در ۲۰۱۹ حدود ۷۰ هزار نفر برآورد شده‌است.